# Royal Bengal Airline
Royal Bengal Airline war eine Marke der britischen Fluggesellschaft Aviana Airways Ltd. mit Sitz in London. Sie operierte letztlich mit einer De Havilland DHC-8-100 in Bangladesch.